# The Hound of Death
The Hound of Death and Other Stories är en novellsamling av den brittiska författaren Agatha Christie, först publicerad i Storbritannien i oktober 1933. För ovanlighetens skull publicerades inte samlingen av Christies vanliga förlag William Collins & Sons utan av Odhams Press, och fanns inte att köpa i butik (se Utgivning av boksamling nedan).
Det var första gången som en Christie-bok hade publicerats i Storbritannien men inte i USA, även om alla berättelser i den dök upp i senare amerikanska samlingar. För ovanlighetens skull handlar de flesta av berättelserna om ödet och det övernaturliga med jämförelsevis lite detektivinnehåll. Samlingen är mest anmärkningsvärd för att Christies novell Åklagarens vittne för första gången förekommer i en bok. Författaren skrev därefter en prisbelönt pjäs baserad på berättelsen som anpassades för film 1957 och två gånger för TV.
Novellsamlingen har aldrig publicerats i sin helhet i Sverige. Novellen Åklagarens vittne ingick i samlingen Åklagarens vittne och andra noveller från 1985 (se Innehåll).

## Innehåll
| Engelsk originaltitel                     | Svensk översättning | Del av novellsamling                 |
| ----------------------------------------- | ------------------- | ------------------------------------ |
| The Hound of Death                        |                     |                                      |
| The Red Signal                            | Den röda signalen   | Flickan på tåget och andra mysterier |
| The Fourth Man                            | Den fjärde mannen   | Flickan på tåget och andra mysterier |
| The Gypsy                                 |                     |                                      |
| The Lamp                                  |                     |                                      |
| Wireless                                  |                     |                                      |
| The Witness for the Prosecution           | Åklagarens vittne   | Åklagarens vittne och andra noveller |
| The Mystery of the Blue Jar               | Den blå krukan      | Flickan på tåget och andra mysterier |
| The Strange Case of Sir Arthur Carmichael |                     |                                      |
| The Call of Wings                         |                     |                                      |
| The Last Séance                           |                     |                                      |
| SOS                                       |                     |                                      |

## Handlingar

### The Hound of Death
Den amerikanske journalisten William P. Ryan äter lunch med en vän som heter Anstruther när han hör att den senare är på väg att besöka sin syster i Folbridge i Cornwall, i hennes hus som heter "Treane". Ryan har hört talas om platsen och berättar en historia från första världskriget då han hörde talas om ett tyskt försök att ta över ett kloster under invasionen av Belgien. Så fort soldaterna kom in i byggnaden exploderade den och dödade dem alla. Det visade sig att soldaterna inte hade några sprängämnen på sig, och när Ryan pratade med lokalbefolkningen efteråt fick han höra att en av nunnorna hade mirakulösa krafter: hon slog ner en blixt från himlen som förstörde klostret och dödade tyskarna. Allt som fanns kvar av byggnaden var två väggar, varav den ena hade ett pulvermärke i form av en jättehund. Detta skrämde de lokala bönderna som undvek området efter mörkrets inbrott. Nunnan i fråga överlevde och reste med andra flyktingar till "Treane" i Cornwall, och Anstruther bekräftar att hans syster tog emot några belgare vid den tiden.
I Cornwall får Anstruther reda på av sin syster att nunnan Marie Angelique fortfarande finns kvar i området. Hon har ständiga hallucinationer och studeras av en lokal, ny, ung läkare vid namn Rose, som har för avsikt att skriva en monografi om hennes tillstånd. Anstruther träffar Rose och övertalar honom att låta honom träffa den unga nunnan. Hon är inackorderad hos den lokala distriktssköterskan. Hon berättar om sina drömmar, men när Anstruther berättar för henne om historien han hört från Ryan, blir hon chockad när hon inser att det hon trodde var en dröm var sant – att släppa lös "Dödens hund" på tyskarna när de närmade sig altaret. Hon babblar på om "Cirklarnas stad" och "Kristallens folk", och när de har lämnat henne berättar Rose för Anstruther att han har hört henne nämna kristaller förut, och vid ett tidigare tillfälle tog han fram en kristall och visade den för henne för att testa hennes reaktion. Hon flämtade: "Då lever tron fortfarande!"
Nästa dag berättar den unga nunnan för Anstruther att hon känner att kristallen är en symbol för tro, möjligen en andra Kristus, och tron har bestått i många århundraden. Rose provar ett ordassociationstest där Marie Angelique refererar till tecken – och det sjätte tecknet är förstörelse. Anstruther börjar känna sig illa till mods över Roses intresse för fallet och misstänker något mer än rent medicinska motiv. En tid senare får Anstruther ett brev från nunnan där hon uttrycker sin rädsla för Rose och säger att läkaren försöker få hennes krafter genom att gå vidare till det sjätte tecknet. Samma dag får han höra av sin syster att både Rose och nunnan är döda. Ett jordskred svepte bort stugan de befann sig i, och skräpet på stranden har formen av en gigantisk hund. Han får också höra att Roses rike farbror dog samma natt efter att ha träffats av blixten, trots att det inte var några stormar i området, och brännmärket på honom är i en ovanlig form. Anstruther kommer ihåg kommentarer från Marie Angelique och undrar om Rose förvärvade kristallens uråldriga (eller möjligen framtida?) krafter men misslyckades med att kontrollera dem ordentligt, vilket resulterade i hans egen död. Hans farhågor bekräftas när han kommer i besittning av Roses anteckningar som beskriver hans försök att bli en superman med "dödens kraft" i sina händer.

### The Red Signal
En middagsbjudning äger rum i Jack och Claire Trents hem i London. Deras tre gäster är en mrs Violet Eversleigh, Sir Alington West (en känd psykiater) och Wests brorson Dermot West. Samtalet övergår till prekognitiva förmågor och föraningar, som Sir Alington avfärdar och tror att de är både tillfälligheter och situationer som man pratar om i efterhand. Dermot är inte lika säker och beskriver sådana känslor som att ha en röd signal – "fara väntar!" – och berättar en historia om nära döden i Mesopotamien, när han undvek att bli mördad av en arabisk tjänare. Vad han inte berättar för gruppen är att han återigen upplever den röda signalen ikväll på middagsbjudningen. Han funderar på vem som kan vara källan till faran, hans tankar rör sig till hans kärlek till Claire Trent, en känsla som han ständigt förtränger eftersom Jack Trent är hans bästa vän. När han vaknar upp ur sina drömmar upptäcker han att samtalet har övergått till galenskap och farorna med att undertrycka vanföreställningar. Sir Alington tittar menande på Claire Trent, som är synbart störd av detta samtal.
Ett av syftena med kvällen är att träffa ett medium som är där för att leda en seans. Hon gör det och varnar en av personerna i rummet att inte gå hem, eftersom det finns en fara där. Festen slutar och Sir Alington ber Dermot att följa med honom hem till Harley Street innan han fortsätter att ansluta sig till sina vänner på Grafton Galleries. Väl hemma berättar han för sin brorson att han känner till hans förälskelse i Claire och förmanar honom att inte ge efter för den. Han ogillar skilsmässa och talar om en historia av galenskap i deras familj, och sina misstankar om mordmani. Diskussionen blir känslosam och Dermot uttalar ett hot mot sin farbror, ett hot som hörs av betjänten Johnson, när han kommer in med drinkar. Claire berättar för Dermot att hans känslor för henne är besvarade och på grund av detta vill hon att han ska försvinna. Han ber henne följa med men hon vägrar.
När Dermot återvänder till sin lägenhet överfalls han återigen av känslan av fara och till sin förvåning hittar han en revolver gömd i en sovrumslåda. Det knackar på dörren och när Dermot öppnar den står polisen där. Känslan av fara får honom att berätta för polisen att han är Milson, sin egen tjänare, och polisen berättar för honom att hans "husbonde" är efterlyst för mordet på Sir Alington som sköts ihjäl tidigare samma natt efter att ha hörts gräla med sin brorson. Polisen söker igenom lägenheten, hittar revolvern och bestämmer sig för att lämna en polis där ifall West "kommer tillbaka". Dermot flyr från lägenheten genom köksfönstret efter att ha låtsats hämta drinkar, och stöter snabbt på Jack Trent som får iväg honom till sitt eget hus. Han låser in sig i ett rum med Dermot, tar fram en pistol och erkänner sedan vansinnigt mordet. Sir Alington kände igen hans tillstånd och var med på middagsbjudningen för att bedöma hans verkliga mentala tillstånd. Dermot antog att hans farbror talade om Claire, som i själva verket hjälpte Sir Alington med hans diagnos. Hon hjälper nu polisen att ta sig in i huset och det låsta rummet. Jack skjuter sig själv innan de hinner ta honom.

### The Fourth Man
Kaniken Parfitt lyckas med nöd och näppe hinna med tåget i tid för en nattresa. I sin förstaklassvagn återknyter han bekantskapen med Sir George Durand, en berömd advokat. En tredje man i vagnen presenterar sig som Dr Campbell Clark, en framstående läkare som är expert på sinnets tillstånd. En fjärde man är med dem och han ser ut att sova.
De tre andra männen, som alla medger olika grader av sömnlöshet, pratar under hela resan. Deras samtal handlar om att en kropp kan hysa mer än en själ och dr Clark citerar fallet med en fransk flicka vid namn Felicie Bault. Hon var en bondflicka från Bretagne som vid fem års ålder förlorade sina föräldrar när hennes far i berusat raseri ströp hennes mor, och han internerades sedan på livstid. Hon togs om hand av en miss Slater, en engelsk kvinna som drev ett välgörenhetsbarnhem i området. Felicie var en smula efterbliven och såg djurisk ut och miss Slater hade en svår uppgift att lära henne grunderna i att läsa och skriva. På senare år fick hon det ena hembiträdesjobbet efter det andra på grund av sin upplevda dumhet och lathet. Plötsligt vid tjugotvå års ålder kom en förändring över henne. Efter en psykisk sjukdom splittrades hon i tre eller fyra distinkta personligheter. Den första var en fortsättning på hennes kända jag, men den andra var kultiverad och bildad, kunde spela piano och tala två främmande språk. Den tredje hade den andres utbildning men kände också till den grövre sidan av livet och den mindre respektabla sidan av det parisiska samhället. Den fjärde verkade drömmande och from men misstänktes vara den tredje som spelade teater. Förändringen från en personlighet till en annan inträffade efter en svår huvudvärk och en djup sömn, och lämnade henne utan minne av de andra personligheterna. Slutet på historien kom när hon hittades död i sängen en morgon, på något sätt efter att ha strypt sig själv med sina egna händer.
Vid det här laget skrattar den fjärde mannen i vagnen och deltar i samtalet. Han talar med utländsk brytning och berättar att Felicies fall är oupplösligt förbundet med en annan flicka som heter Annette Ravel. De två flickorna och mannen själv – Raoul Letardeau – var tillsammans på miss Slaters barnhem. Han var vittne till den mobbningskontroll som Annette hade över Felicie, som inkluderade en incident när Annette verkar ha lyckats hypnotisera Felicie till att utföra en handling som hon inte hade något minne av. Han såg också hur mycket Felicie hatade Annette. Den senare var en ambitiös flicka som var fast besluten att bli en berömd dansös i Paris. Raoul lämnade barnhemmet när han fick arbete som tog honom utomlands i fem år. När han återvände till Paris såg han av en slump en affisch som annonserade att Annette sjöng på scenen och träffade henne i hennes loge. Hon verkade ha uppnått sina ambitioner, men Raoul bevittnade de omisskännliga tecknen på tuberkulos, och två år senare återvände han till miss Slaters barnhem där Annette hade dragit sig tillbaka, uppenbart döende men vägrade att tro det. Felicie var också där och tjänade som hembiträde, lika hatisk mot Annette som alltid men fortfarande mobbad och förödmjukad av den hänsynslösa kvinnan som verkade ha ett märkligt grepp om henne.
Annette dog kort därefter. När Raoul återvände sex månader senare fick han höra av en förvånad miss Slater om de första symptomen på Felicies onormala personlighetsförändringar. Han bevittnade en av dessa och hörde också Felicie tala om Annette, "som tog ... kläderna från din rygg, själen från din kropp" och hon var tydligen rädd för den döda flickan. Ändå visste hon att hon hade starka händer – om hon skulle vilja fly ... De andra tre blir förvånade när de hör historien och Raoul betonar hur mycket Annette längtade efter sitt liv. Läkaren hade tidigare sagt att kroppen var en boning för själen. Raoul jämför situationen med att hitta en inbrottstjuv i sitt hem.

### The Gypsy
Dickie Carpenter bryter sin förlovning med Esther Lawes och anförtror Mcfarlane, en surmulen skotte som är fästmö till Rachel Lawes, Esthers yngre syster. Den före detta sjömannen Dickie har haft en aversion mot zigenare sedan barndomen, då han började ha återkommande drömmar där han skulle befinna sig i en given situation och plötsligt känna en närvaro. När han tittade upp stod en zigenarkvinna där och tittade på honom. Den plötsliga uppdykandet av denna kvinna gjorde honom alltid nervös, även om det inte var förrän några år efter att dessa drömmar började som han stötte på en riktig zigenare. Detta hände under en promenad i New Forest, och hon varnade honom för att ta en viss väg. Han ignorerade henne och träbron han gick över brast under hans tyngd och slungade honom ner i den snabbt rinnande bäcken nedanför och dränkte honom nästan.
Dessa händelser kom tillbaka till honom när han återvände till England och började träffa familjen Lawes. På en middagsbjudning såg han en kvinna vid namn Alistair Haworth som han tyckte sig se i sina egna ögon som bärande en röd sjal på huvudet, precis som zigenaren i hans drömmar. Han gick på terrassen med henne efter middagen och hon varnade honom för att gå tillbaka in i huset. Han gjorde det och fann sig själv falla för Esther Lawes. De förlovade sig en vecka senare och två veckor senare fick han åter syn på mrs Haworth som än en gång varnade honom. Han ignorerade henne igen och samma kväll sa Ester att hon trots allt inte älskade honom. Anledningen till att han nu anförtror sig åt Macfarlane är att han ska genomgå en rutinoperation och han tyckte sig se bilden av mrs Haworth i en av sjuksköterskorna på sjukhuset, som varnade honom för att genomföra operationen.
Dickie dör under operationen och en impuls får Macfarlane att åka för att träffa Mrs Haworth i hennes hem på heden. Där blir han förvånad över att hennes man inte riktigt passar för en så slående kvinna som hon. De två går på hedarna och mrs Haworth berättar för Macfarlane att han också har extrasensorisk perception. Som bevis ber hon honom att titta på en sten och han inbillar sig att han ser en grop fylld med blod. Hon berättar för honom att det är en offersten från forna tider och att han har haft sin egen vision. Hon anförtror att hon gifte sig med sin man för att hon såg något förebud hänga över honom och ville förhindra det. Hon berättar också för Macfarlane att de inte kommer att träffas igen.
Fast besluten att utmana ödet kör Macfarlane tillbaka från sitt värdshus till Haworths stuga nästa dag och finner att damen är död. Hon drack något giftigt i tron att det var hennes stärkande medel och hennes man är utom sig av sorg. Tillbaka på värdshuset berättar värdinnan historier för honom om sedan länge försvunna spöken som setts på heden, bland annat en sjöman och en zigenare. Macfarlane undrar om de kommer att gå igen.

### The Lamp
Den unga änkan mrs Lancaster hyr ett öde hus som står på ett torg i en gammal katedralstad. Hon är misstänksam mot den extremt låga hyran och gissar helt korrekt att huset är hemsökt och pressar mäklaren på detaljer. Motvilligt berättar han för henne den version av historien som han har hört, om en man som hette Williams som bodde där för ungefär trettio år sedan med sin lille son. Williams åkte upp till London över dagen och eftersom han var en efterlyst man på flykt blev han arresterad och fängslad av polisen. Hans unge son lämnades att klara sig själv i huset men dog av svält. Historien säger att man ibland kan höra pojkens snyftningar när han väntar på att hans pappa ska komma tillbaka.
Mrs Lancaster flyttar snart in i huset med sin gamle far mr Winburn och sin livlige lille son Geoffrey. Mr Winburn vet att det spökar i huset och hör steg i trappan som följer hans barnbarn ner. Han har också en obehaglig dröm om att han befinner sig i en stad som inte befolkas av något annat än barn som ber honom att få veta om han har "tagit med honom". Dessutom råkar han höra tjänarna skvallra om att de hört ett barn gråta. Något omedveten om detta frågar Geoffrey ändå sin förvånade mor om han får leka med den lille pojken som han ibland ser titta på honom, men Mrs Lancaster avbryter bryskt allt sådant prat. En månad senare börjar Geoffrey bli sjuk och till och med hans mamma börjar höra snyftningarna från den andra lilla pojken som de verkar dela huset med. Läkaren erkänner för morfadern att det inte finns mycket de kan göra eftersom Geoffreys lungor aldrig var starka. En natt dör Geoffrey och hans mor och morfar hör plötsligt ljudet av det andra barnets glada skratt och ljudet av två par fotsteg. Den lille pojken har äntligen fått en lekkamrat.

### Wireless
Mary Harter, en gammal dam i sjuttioårsåldern, har en konsultation med sin läkare. Han talar om att hon har ett svagt hjärta och bör undvika onödig ansträngning för att försäkra sig om många fler levnadsår. Dr Meynall berättar också för mrs Harters älskade brorson Charles Ridgeway om de råd han har gett och tillägger att mrs Harter bör vara glatt distraherad och undvika att grubbla. För detta ändamål övertalar Charles sin moster att låta installera en radio. Hon gör motstånd till en början, men kommer snabbt att njuta av de program som sänds. En kväll när Charles är ute med vänner hörs plötsligt hennes döde make Patrick på radion som berättar att han snart kommer och hämtar henne. Även om mrs Harter naturligtvis är chockad, förblir hon samlad men eftertänksam.
Några dagar senare sänder radion ut ett liknande meddelande och den gamla damen bestämmer sig för att se till att hennes affärer är i ordning. Hon ser till att hembiträdet Elisabeth vet var hennes begravningsönskemål förvaras och bestämmer sig för att öka det belopp hon har lämnat i sitt testamente från femtio till hundra pund. För att åstadkomma detta skriver hon till sin advokat och ber honom skicka henne det testamente som han har i sin ägo. Mrs Harter blir en smula förvånad den där lunchdagen när Charles säger att när han kom uppför uppfarten till huset kvällen innan, tyckte han sig se ett ansikte i ett fönster på övervåningen och insåg efteråt att det liknade ett porträtt i ett föga använt rum som han sedan dess har fått reda på är Patrick Harters. Den senares änka ser detta som ytterligare ett bevis på att hennes tid är nära.
Samma kväll får mrs Harter återigen höra ett meddelande via radion från Patrick som berättar att hon kommer att hämta henne klockan halv nio på fredagskvällen. Hon skriver en lapp där hon redogör för vad hon har hört som bevis, om hon skulle dö vid den tiden, att det är möjligt att ta emot meddelanden från livet efter detta. Hon ger detta till Elisabet för att vidarebefordra det till läkaren i händelse av hennes död. Den aktuella fredagskvällen sitter hon på sitt rum med radion påslagen och testamentet i handen medan hon går igenom dess innehåll, efter att ha fått femtio pund i kontanter uttagna från banken för att komplettera det belopp som testamenterats till Elisabet. Hon hör ljudet av steg utanför sitt rum och stapplar upp på fötter, släpper något från fingrarna när dörren svänger upp och hon ser sin döde makes skäggprydda gestalt stå framför henne. Hon kollapsar och hittas en timme senare av Elizabeth.
Två dagar senare lämnar hembiträdet lappen till läkaren, som avfärdar det hela som hallucinationer. Charles går med på det, eftersom han inte vill förstöra saker och ting nu när hans plan verkar gå i uppfyllelse. Efter att ha kopplat bort kabeln från radion till sitt sovrum och bränt det falska skägget han bar natten då hans moster dog, ser han fram emot att läsa testamentet och ärva sin mosters pengar – en summa som desperat behövs för att avvärja ett eventuellt fängelsestraff till följd av hans affärsmässiga missgärningar.
Han får en chock när hans mosters advokat ringer och berättar att han postat testamentet till den döda damen på hennes begäran. Den går inte längre att hitta bland hennes papper och Charles inser att när hon föll döende föll samtidigt testamentet hon höll i sina fingrar i elden. Det finns ingen annan kopia och därför träder ett tidigare testamente i kraft. Denna testamenterade Harters förmögenhet till en brorsdotter (Charles kusin) Miriam, som hade visat sig otillfredsställande för sin moster för att hon gifte sig med en man som hennes moster inte gillade. Charles får en andra chock när läkaren ringer honom och säger att resultatet av obduktionen visar att hans mosters hjärta var i ett sämre skick än han trodde, och att det inte finns en chans att hon kan ha levt mer än två månader. Charles inser ilsket att han aldrig hade behövt iscensätta sitt utstuderade stunt.

### The Witness for the Prosecution
Advokaten Mayherne intervjuar sin senaste klient på sitt kontor: Leonard Vole är en ung man som har arresterats anklagad för mordet på den gamla damen miss Emily French. Vole berättar hur han träffade miss French när han hjälpte henne att hämta några paket som hon tappat på Oxford Street och av en slump träffade han henne igen den kvällen på en fest i Cricklewood. Hon bad honom komma hem till henne och han blev retad av sina vänner, som skämtade om att han hade erövrat en rik, ensam gammal dam.
Han ringde och blev vän med miss French och började träffa henne vid många andra tillfällen vid en tidpunkt då han själv befann sig i ekonomiskt trångmål. Voles historia är att miss French bad honom om ekonomiska råd, trots vittnesmål från både hennes hembiträde Janet Mackenzie och miss Frenchs bankirer om att den gamla damen själv var skarpsinnig nog i dessa frågor. Han bedyrar att han aldrig lurat henne på ett enda öre och om han hade gjort det skulle väl hennes död ha omintetgjort hans planer? Vole blir sedan förbluffad när Mayherne berättar för honom att han är den huvudsakliga förmånstagaren till miss Frenchs testamente och att Janet Mackenzie svär på att hennes matmor berättade för henne att Vole informerades om denna förändring i hans öde.
Fakta om mordet är att Janet Mackenzie på sin lediga kväll återvände till miss Frenchs hus en kort stund före klockan halv nio och hörde röster i vardagsrummet. Den ena var miss French och den andra var en mans. Morgonen därpå hittades miss Frenchs kropp, dödad med en kofot, och flera föremål hade tagits från huset. Man misstänkte först inbrott, men miss Mackenzies misstankar mot Vole pekade polisen i hans riktning och ledde så småningom till att han arresterades. Vole blir dock förtjust när han får höra om miss Mackenzies vittnesmål om besökaren vid halv nio-tiden, då han var med sin hustru Romaine vid den tiden och hon kan ge honom ett alibi.
Mayherne har redan ringt mrs Vole för att komma tillbaka från en resa till Skottland för att träffa honom och han åker hem till henne för att intervjua henne. Han blir förvånad när han upptäcker att hon är utländsk och blir förbluffad när hon skriker ut sitt hat mot Vole och att han inte är hennes man – hon var skådespelerska i Wien och hennes riktiga man bor fortfarande där, men på ett mentalsjukhus. Hon påstår att Vole återvände från miss French en timme senare än han påstår och eftersom han inte är hennes rättmätige make kan hon vittna mot honom i rätten.
Romaine Heilger inställer sig som vittne för åklagarsidan vid häktningsförhandlingen och Vole ställs inför rättegång. Under tiden försöker Mayherne hitta bevis som kan misskreditera Romaine, men han misslyckas tills han får ett klottrat och dåligt stavat brev som uppmanar honom att ringa till en adress i Stepney och fråga efter miss Mogson om han vill ha bevis mot den "målade utländska skökan". Han gör så och i ett stinkande hyreshus möter han en böjd, medelålders kvinna med fruktansvärda ärr i ansiktet orsakad av svavelsyra. Attacken utfördes av en man vid namn Max som Romaine Heilger nu har en affär med. Miss Mogson själv var tillsammans med Max många år tidigare, men Romaine tog honom ifrån henne. Meyherne får en serie brev skrivna av Romaine till Max som bevisar att Vole är oskyldig och att Romaine ljuger för att bli av med honom. Mayherne betalar tjugo pund för breven, som sedan läses upp vid rättegången. Rättegången mot Vole kollapsar och han förklaras "icke skyldig". Mayherne är förtjust över hans framgång, men hejdas plötsligt när han kommer ihåg en märklig ovana hos Romaine i vittnesbåset när hon knöt och lossade sin högra hand – en vana som delades av miss Mogson i Stepney.
En tid senare konfronterar han Romaine med anklagelsen att hon, en före detta skådespelerska, var miss Mogson, och att breven var förfalskningar. Romaine erkänner: hon älskar Vole passionerat och visste att hennes vittnesmål inte skulle ha räckt för att rädda honom – hon var tvungen att provocera fram en känslomässig reaktion i rätten till förmån för den anklagade mannen. Mayherne är olycklig och protesterar mot att han kunde ha räddat den oskyldige mannen med mer konventionella medel, men Romaine säger till honom att hon inte kunde ha riskerat det. Mayherne antar att hon menar att det var för att hon visste att Vole var oskyldig; Historien slutar dock med att Romaine säger till advokaten att hon inte kunde riskera det eftersom Vole faktiskt var skyldig hela tiden. Hon är villig att hamna i fängelse för mened, men Vole är fri.

### The Mystery of the Blue Jar
Jack Hartington, en ung man på tjugofyra år, är något av en golfmissbrukare och har därför tagit ett rum på ett hotell i närheten av Stourton Heath links, så att han kan träna en timme varje morgon innan han måste ta tåget till sitt tråkiga jobb i staden. En morgon blir han störd mitt i svingen när han hör en kvinnoröst ropa "Mord! Hjälp! Mord!". Han springer i riktning mot ropet och stöter på en pittoresk stuga, utanför vilken det står en ung flicka som arbetar i lugn och ro i trädgården. När hon tillfrågas förnekar hon att hon hört ropet på hjälp och verkar förvånad över Jacks berättelse och refererar till honom som "Monsieur". Förvirrad lämnar han henne och jagar i omgivningen efter källan till skriket, men ger till slut upp. På kvällen tittar han igenom tidningarna för att se om något brott har anmälts och upprepar detta nästa morgon – en dag med kraftigt regn som ställer in hans träningsrutin – men hittar fortfarande ingenting. Nästa dag upprepas den märkliga händelsen från två dagar tidigare på samma plats och vid exakt tidpunkt. Flickan utanför stugan förnekar också att hon hört något sådant ljud och frågar sympatiskt om Jack har drabbats av granatchock tidigare.
Den tredje dagen hör han ropet igen, men den här gången låter han inte flickan förstå att så är fallet när han passerar stugan, utan de diskuterar istället hennes trädgårdsarbete. Ändå är han intensivt bekymrad över dessa händelser och märker att han vid hotellets frukostbord blir iakttagen av en skäggig man som han vet heter dr Lavington. Jack är orolig för att hans mentala hälsa är under attack och bjuder in Lavington att följa med honom på några hål nästa morgon och läkaren går med på det. När ropet upprepas förnekar Lavington att han hört något. Doktorn diskuterar Jacks eventuella vanföreställningar och de talar om möjligheten av någon form av psykiska fenomen. Han föreslår att Jack ska gå till jobbet som vanligt medan han undersöker stugans historia. Tillbaka på hotellet den kvällen berättar läkaren vad han har lärt sig. De nuvarande ägarna, som bara har varit på plats i tio dagar, är en äldre fransk professor och hans dotter. Men för ett år sedan och flera hyresgäster tillbaka var de boende ett märkligt par som hette Turner som verkade vara rädda för något. Plötsligt lämnade de huset tidigt en morgon. Mr Turner har setts till sedan dess, men ingen verkar ha sett hans fru. Läkaren, som argumenterar mot att dra förhastade slutsatser, har en teori om att Jack får något slags meddelande från kvinnan.
Några dagar senare får Jack besök av flickan i stugan som presenterar sig som Felise Marchaud. Hon är skräckslagen eftersom hon, med vetskap om lokalt skvaller om att stugan är hemsökt, har börjat få en återkommande dröm om en bedrövad kvinna som håller i en blå burk. De två sista nätternas drömmar slutade med en röst som skrek på samma sätt som Jack hörde på länkarna. Jack tar med sig Lavington in i diskussionen och Felise visar dem båda en grov akvarell som hon hittat hemma hos en kvinna som håller i en blå burk, precis som i hennes dröm. Jack känner igen den som liknar en kinesisk som hans farbror köpte för två månader sedan, vilket sammanfaller med det datum då en av de tidigare hyresgästerna lämnade stugan. Lavington föreslår att de tar med sig burken till stugan, där de tre ska sitta med den över natten och se vad som händer. Eftersom Jacks farbror är bortrest kan han få tag på burken och ta med den som han bett om och Felise känner igen den som den från drömmen. Lavington släcker ljuset i vardagsrummet och de tre sitter i mörkret vid ett bord där burken är placerad. Efter att ha väntat en stund börjar Jack plötsligt kvävas och blir medvetslös. Han vaknar upp i en skogsdunge i närheten av stugan, i dagsljus, och får genom sitt fickur reda på att klockan är halv tolv på förmiddagen. Stugan är tom och han går tillbaka till hotellet, där han hittar sin farbror, nyanländ från en kontinental resa. Jack berättar för honom om händelserna, vilket leder till ett skrik av upprördhet från den gamle mannen: den blå kinesiska burken var en ovärderlig Ming-pjäs och den enda i sitt slag i världen. Jack rusar till hotellkontoret och upptäcker att Lavington har checkat ut, men har lämnat en hånfull lapp till Jack från sig själv, Felise och hennes sjuke far, där det står att deras tolv timmar långa försprång borde vara tillräcklig.

### The Strange Case of Sir Arthur Carmichael
Den kände psykologen dr Edward Carstairs kallas in för att undersöka fallet med Sir Arthur Carmichael, en ung man på tjugotre år som vaknade upp föregående morgon på sitt gods i Herefordshire med en helt förändrad personlighet. Carstairs reser ner dit med en kollega som heter dr Settle, som berättar för honom att han tror att huset kan vara hemsökt och att detta fenomen har kopplingar till fallet. Hushållet består av Sir Arthur, hans styvmor Lady Carmichael, hans halvbror på åtta år och en miss Phyllis Patterson med vilken Arthur är förlovad för att gifta sig. När deras häst och vagn kör uppför uppfarten, ser de miss Patterson komma gående över gräsmattan. Carstairs anmärker på katten vid hennes fötter, vilket framkallar en häpen reaktion från Settle. När de går in i huset träffar de på lady Carmichael och miss Patterson, och återigen får Carstairs en reaktion när han nämner att han sett katten. De ser sedan sin patient och observerar hans märkliga beteende – han sitter böjd, utan att tala, sträcker på sig och gäspar och dricker en kopp mjölk utan att använda händerna. Efter middagen den kvällen hör Carstairs en katt jama och detta ljud upprepas under natten utanför hans sovrumsdörr, men han kan inte hitta djuret i huset. Nästa morgon får han syn på katten från sovrumsfönstret när den går över gräsmattan och rakt igenom en flock fåglar som verkar omedvetna om dess närvaro. Han blir ännu mer förbryllad när Lady Carmichael insisterar på att det inte finns någon katt i deras hem. Carstairs får veta att det tidigare fanns en katt, men att den dog för en vecka sedan och begravdes på tomten. Det finns ytterligare framträdanden av denna uppenbarelse och de inser att den är riktad mot Lady Carmichael. Carstairs drömmer till och med om katten följande natt: i drömmen följer han den in i biblioteket och den visar honom till en lucka i volymerna i bokhyllan. Nästa morgon upptäcker Carstairs och Settle att det saknas en bok på just den platsen i rummet och Carstairs får en glimt av sanningen senare på dagen när Sir Arthur hoppar ner från sin stol när han får syn på en mus, och hukar sig nära panelen och väntar på att den ska dyka upp. Samma natt blir Lady Carmichael svårt attackerad i sin säng av den spöklika varelsen och detta får Carstairs att insistera på att den döda kattens kropp ska grävas upp. Så görs och han ser att det är just den varelse som han har sett flera gånger och en lukt visar att den dödades av vätecyanid.
Det går flera dagar medan Lady Carmichael börjar återhämta sig, tills Sir Arthur en dag faller i sjön. När han dras upp på stranden tror man först att han är död, men han vaknar till och han har också återfått sin personlighet, men han har inget minne av de mellanliggande dagarna. Åsynen av honom ger Lady Carmichael en sådan chock att hon dör på fläcken, och den försvunna boken från biblioteket hittas – en volym om förvandlingen av människor till djur. Slutsatsen är att lady Carmichael använde boken för att sätta Sir Arthurs själ i katten och sedan dödade den för att försäkra sig om att hennes egen son skulle ärva titeln och egendomen. Som nämnts i början av berättelsen dog Carstairs senare, och hans anteckningar som innehöll detaljer om fallet hittades senare.

### The Call of Wings
Miljonären Silas Hamer och East-End-prästen Dick Borrow diskuterar, efter att ha ätit middag med sin vän Bertrand Seldon, hur de är helt motsatta till sin natur, men ändå båda nöjt lyckliga. Hamer är ekonomiskt lycklig eftersom han har rest sig från sin fattiga bakgrund och byggt upp en förmögenhet, medan Borrow är andligt lycklig eftersom han hjälper de fattiga. De två skiljs åt och på vägen blir Silas vittne till hur en hemlös man blir påkörd av en buss och dödad. Silas tror att han kunde ha räddat mannen och går hem mentalt orolig. Innan han går in genom ytterdörren hör han en benlös säckpipblåsare spela en melodi som han känner lyfter honom från marken av glädje. Efter att ha hört den här låten i flera dagar innan han somnar, tror han att han svävar runt i sitt sovrum av glädje och bevittnar fantastiska scener av röd sand och en helt ny färg som han kallar Wing Colour. Men varje gång drar något ner honom på marken igen, vilket orsakar honom fysisk smärta. Han pratar med sin vän Seldon om det, varpå nervspecialisten svarar att han borde prata med säckpipblåsaren och fråga om musiken.
Silas konfronterar säckpipblåsaren och kräver att få veta vem han är. Som svar ritar säckpipblåsaren en bild av faunguden Pan (som har getben) som spelar sina pipor på en sten och säger "De var onda", vilket antyder att säckpipblåsaren är guden Pan, som fick sina ben avhuggna för att se mänsklig ut. Silas är nu beroende av musiken och känner att hans rikedom är det enda som hindrar honom från att nå sann lycka. Som svar donerar han alla sina pengar till Dick Borrow, så att han kan hjälpa hela östra London. Silas bestämmer sig för att ta tåget hem och väntar på perrongen tillsammans med en hemlös man. Den berusade mannen går fram till kanten och råkar ramla ner när tåget är på väg att anlända. Silas minns mannen som blev påkörd av en buss och drar av honom från spåret och kastar honom på perrongen, samtidigt som han själv faller ner på spåret. Innan han dödas hör han en kort stund en säckpipa spela.

### The Last Seance
Raoul Daubreuil är en man i Frankrike som är förälskad i Simone, ett medium som under årens lopp har tröttnat på alla seanser som hon har utfört. De bor i en lägenhet tillsammans med sin tjänsteflicka Elise. Av alla seanser var de märkligaste de som utfördes för Madame Exe, en kvinna som förlorat sin dotter Amelie. I dessa seanser har Amelies materialiseringar varit mycket tydliga och korrekta. Men den här dagen är den dag då hon kommer att utföra sin sista seans, och det är för Madame Exe. När de anländer till deras lägenhet tröstar Raoul Simone och trots att hon till en början vägrar att utföra seansen övertygar han henne att göra det. Hon blir ännu mer övertygad när Madame Exe anländer och påminner henne om hennes löfte. När hon anländer till rummet där seansen kommer att äga rum, säger Madame Exe att hon vill försäkra sig om att den sista seansen inte är en bluff och ber att få binda Raoul vid en stol. Han går med på det men säger till Madame Exe att materialiseringen inte får röras alls ifall Simone skulle skadas. Madame Exe går motvilligt med på det.
Simone gömmer sig bakom en gardin för seansen, och Amelies materialisering börjar formas ur en dimma. Denna materialisering är den mest levande av dem alla, vilket väcker stor förvåning hos Raoul och Madame Exe. Madame Exe rusar dock mot materialiseringen och kramar den, vilket får Simone att skrika av smärta. Raoul skriker åt Madame Exe att sluta röra materialiseringen, men istället plockar hon upp den spöklika skepnaden av Amelie och springer iväg med den och vill att Amelie ska vara hennes för alltid. När Raoul försöker knyta upp sina bojor skrumpnar Simone ihop och dör. Efter att Raoul lösgjort sig slutar tragedin med att Elise och Raoul gråter över Simones blodfläckade lik.

### SOS
Familjen Dinsmead, mamma Maggie, pappa, sonen Johnnie och döttrarna Charlotte och Magdalen, är på väg att äta kvällsmat när de hör en knackning på dörren. Mortimer Cleveland, en auktoritet inom mentalvetenskap, finner sig strandsatt i de kala Wiltshire Downs i ösregnet efter att en andra bildäckspunktering inom tio minuter efter varandra. Han får syn på ett ljus i fjärran och beger sig till familjen Dinsmeads hus. De bjuder in honom och bjuder på nybryggt te. Familjen verkar gästfri men Cleveland känner att något inte står rätt till. Maggie verkar rädd. De två döttrarna är båda söta men ser inte alls likadana ut. Döttrarna skickas upp på övervåningen för att förbereda rummet för Cleveland. När han drar sig tillbaka märker han att bordet bredvid hans säng är täckt av damm. I dammet står tre väl synliga bokstäver "SOS", som bekräftar hans misstankar.
Nästa dag frågar Cleveland Charlotte om hon skrev SOS i hans rum. Det gjorde hon inte även om hon känner sig rädd för huset. Hennes föräldrar och Magdalena verkar alla olika. Cleveland tror att hans ankomst har upprört familjen och orsakat spänningar. Han kan förstå Charlottes obehag på grund av hennes psykiska kontakt, men inte de andras. Johnnie kommer in i huset med fläckiga fingrar och sätter sig ner för att äta frukost. Cleveland kastar en blick på de fläckiga händerna. Johnnie förklarar att han alltid håller på med kemikalier till sin fars stora förtret. Hans pappa vill att han ska börja arbeta. Mr Dinsmead ler men Clevelands misstro mot fadern växer. Återigen verkar Maggie vara rädd för sin man. Magdalena verkar besviken när Cleveland säger att han sovit gott. Cleveland vill inte lämna men har ingen anledning att förlänga sin vistelse. När han går förbi köksfönstret hör han mr Dinsmead säga "det är en rejäl klump pengar, det är det". Han kan inte höra Maggies svar. Dinsmead tillägger: "Nästan 60 000 pund, sade advokaten". Cleveland vill inte tjuvlyssna och tar sig tillbaka in i huset. Den summan pengar gör saker och ting tydligare och fulare.
Mr Dinsmead pratar med Cleveland om att lämna. Cleveland nämner att de två döttrarna inte alls ser likadana ut. I en blixt av intuition anmärker Cleveland att de båda inte är Dinsmeads döttrar från födseln. Dinsmead erkänner att en av dem är ett hittebarn. Hon är omedveten om detta men kommer snart att få veta. Cleveland antar att det måste bero på ett arv. Dinsmead säger att de tog sig an barnet för att hjälpa mamman mot en ersättning. Nyligen såg han en annons om ett barn som han var övertygad om var Magdalena. Han kommer att ta Magdalen till London nästa vecka. Magdalenas far var en förmögen man som hade fått reda på sin dotter strax före sin död. Hans pengar lämnades till henne. Cleveland tror på Dinsmead, men tror att det finns mer i berättelsen. Cleveland tackar mrs Dinsmead för hennes gästfrihet. Hon släpper en miniatyr av Charlotte gjord i stil med 25 år tidigare. Cleveland lägger märke till hennes skräckslagna blick. Han frågar henne inte om flickorna. Han lämnar huset. En bit längre fram dyker Magdalena upp. Hon vill tala med Cleveland. Hon skrev SOS i dammet och kände sig illa till mods över huset. Mr och mrs Dinsmead och Charlotte är olika. Johnny är oberörd av det hela. Magdalena visste att alla var rädda utan att veta varför. Eftersom hon är en praktisk person tror hon inte på andar. Cleveland tror att han kan lista ut vad som är fel, men behöver tid att tänka igenom det. Han skickar hem Magdalena.
Tankarna går tillbaka till Johnnie. Cleveland minns att Maggie tappade sin kopp vid frukosten, när Johnnie nämnde sitt intresse för kemi. Mr Dinsmead smuttade inte på sitt te. Charlotte tappade sin kopp kvällen innan. Trots att teet var varmt tömde Mr Dinsmead kopparna och hävdade att det var kallt. Cleveland minns att han läste en tidning om en hel familj som blev förgiftad av en pojkes vårdslöshet. Ett paket arsenik som lämnats kvar i skafferiet hade droppat igenom på brödet nedanför. Det är möjligt att Dinsmead läste samma dokument. Cleveland reser sig upp och beger sig mot stugan. Familjen Dinsmead sätter sig åter ner för att äta kvällsmat bestående av konserver och te. Cleveland kommer in medan Maggie häller upp teet. Cleveland tar snabbt upp ett provrör ur fickan och häller upp lite te ur en kopp i det. Mr Dinsmead kräver att få veta vad Cleveland håller på med. Cleveland är säker på att detta är ett fall av förgiftning som är avsedd att se oavsiktlig ut med bara en person som inte återhämtar sig. Johnnie skulle få skulden för slarv. Cleveland häller te från en andra kopp i ett andra provrör och märker varje: rött för Charlottes kopp och blått från Magdalens kopp. Cleveland förutspår att Charlottes kopp kommer att innehålla 4-5 gånger mer gift än Magdalenas. Cleveland inser att Magdalen är deras dotter och att Charlotte är adoptivbarnet. Fadern planerade att Magdalena skulle ärva. Arsenik i Charlottes te var tänkt att döda henne. Maggie skrockar "te, det var det han sa, inte lemonad". Magdalena vädjar till Cleveland utom hörhåll för de andra att inte avslöja denna hemlighet. Cleveland säger att han kommer att behålla flaskorna för att skydda Charlotte nu och i framtiden.

## Litterär betydelse och mottagande
Eftersom boken inte publicerades via de vanliga kanalerna eller fanns att köpa i butiker förrän 1936, finns det inga recensioner av den ursprungliga publikationen.
Robert Barnard: "Mestadels halvt övernaturliga berättelser. I den här miljön framstår "Åklagarens vittne" som den juvel den är: det här är väl den smartaste novell hon skrivit. Av de andra är kanske The Call of Wings den bästa, men det var deprimerande nog en av de allra första sakerna hon skrev (före första världskriget). I det här fallet blev hon inte bättre."

## Utgivning av boksamling
Boken fanns inte att köpa i butikerna utan endast genom kuponger som samlats in från The Passing Show, en veckotidning som gavs ut av Odhams. Kupongerna dök upp i nummer 81 till 83, som publicerades mellan den 7 och 21 oktober 1933, som en del av en nylansering av tidningen. I utbyte mot kupongerna och sju shilling kunde kunderna få en av sex böcker. De andra fem böckerna att välja mellan var Jungle Girl av Edgar Rice Burroughs, The Sun Will Shine av May Edginton, The Veil'd Delight av Marjorie Bowen, The Venner Crime av John Rhode och Q33 av George Goodchild. Marknadsföringen verkar ha varit framgångsrik, såtillvida att The Hound of Death är den överlägset enklaste förkrigsboken om Christie att få tag på som en första upplaga med sitt omslag. En upplaga till försäljning i butikerna dök upp i februari 1936 utgiven av Collins Crime Club.

## Bearbetningar

### Åklagarens vittne
Berättelsen Åklagarens vittne har fått många adaptioner, inklusive en biofilm, sex tv-filmer och ett antal teaterpjäser.

### The Red Signal
- Avsnitt av CBS TV-serie Suspense. Avsnittet sändes den 22 januari 1952.
- Avsnitt 8 av Thames TV-serie The Agatha Christie Hour (1982), som innehöll tio enstaka pjäser från noveller av författaren (se The Listerdale Mystery och Parker Pyne Investigates för andra avsnitt i serien).

### The Fourth Man
- Avsnitt 4 av Thames TV-serie The Agatha Christie Hour (1982), som innehöll tio enstaka pjäser från noveller av författaren (se The Listerdale Mystery och Parker Pyne Investigates för andra avsnitt i serien).

### The Mystery of the Blue Jar
- Avsnitt 7 av Thames TV-serie The Agatha Christie Hour (1982), som innehöll tio enstaka pjäser från noveller av författaren (se The Listerdale Mystery och Parker Pyne Investigates för andra avsnitt i serien).